# Фудбалски савез Монголије
Фудбалски савез Монголије (Mongolian Football Federation (МФФ)) је највише фудбалско тело у Монголији које ради на организовању националног првенства и националног тима.
Савез је основан 1959. године. У ФИФА Светску фудбалску федерацију је примљен 1998 када је постао и члан АФК-а (Азијске фудбалске конфедерације).
Национална лига се игра са прекидима од 1974. године. Најуспешнији клубови су из главног града Улан Батора, а међу њима најуспешнији је Ерхим.
Прву међународну утакмицу национална селекција је одиграла 3. октобра 1960. у Северном Вијетнаму против репрезентације Северног Вијетнама и изгубила са 3:1.
Боје националне селекције су црвена или бела.